# 禿髮匹孤
禿髮匹孤，一名疋孤，生於東漢末年，是河西鮮卑一部的首領，亦是後來五胡十六國時期南涼開國君主禿髮烏孤的八世祖。
《新唐書》記載匹孤是北魏先祖拓跋詰汾的長子，但詰汾以另一子拓跋力微為繼承人。匹孤後來率領自己的部落自塞北遷於河西，其地東至麥田（今甘肅靖远县）、牽屯（今寧夏固原市內），西至濕羅，南至澆河（今青海贵德县），北接大漠。匹孤死後，子禿髮壽闐繼位。
「禿髮」與「拓跋」本來是同姓，《晉書》稱「壽闐之在孕，母胡掖氏因寢而產於被中，鮮卑謂被為『禿髮』，因而氏焉。」另一說法是「禿髮」與「拓跋」是同音異譯。